# Пердика (регент)
Пердика је био један од генерала Александра Македонског. После Александрове смрти 323. п. н. е. постаје регент целог Александровог царства.
Као командант батаљона тешке пешадије Пердика се истиче 335. п. н. е. приликом освајања Тебе, када бива тешко рањен. Био је значајан командант приликом индијске кампање. Постаје 324. п. н. е. командант чувене Александрове елитне коњице.

## Постаје регент
После Александрове смрти 323. п. н. е. Александрови генерали наследници (дијадоси) одлучују да као краљеви буду признати малоумни епилептички незаконити Александров полубрат Филип III и нерођени Александров син. Пердика је проглашен регентом целог царства. Делујући у име два краља Пердика се показује нетолерантним према ривалима. Желио је читаво краљевство држати под својом контролом.

## Свађа са дијадосима
Замерио се Антипатеру, када одустаје од венчања са његовом ћерком. Са Птолемејем се посвађао око Александровог мртвог тела. Жени се Клеопатром, сестром Александра Великог. Највернији му је Еумен, сатрап над деловима Кападокије и Пафлагоније.. Те провинције нису биле потпуно под македонском влашћу, па Пердика наређује Антигону (сатрапу Фригије, Ликије и Памфилије) да освоји потпуно Кападокију и Пафлонију, да би освојено предао Еумену. Антигон то одбија, па бива позван на суд због непослушности. Антигон бежи и склапа савез са Антипатером, Кратером , Птолемејем Лизимахом против Пердике.

## Рат са дијадосима
Док је Еумен водио рат у Малој Азији Пердика одлази у Египат да нападне Птолемеја. Пердика губи прву битку и 2.000 војника. Избија побуна војника и официра разочараних поразом и Пердиком. Пердику убијају његови официри (Селеук, Питон и Антиген) 320. п. н. е..